# Manuel Nogueira Borges
Manuel Nogueira Borges (?, 1853 — Rio de Janeiro, 15 de agosto de 1900) foi militar, engenheiro, professor e político brasileiro.

## Biografia
Era filho do Major Raimundo Xavier Nogueira e de Anna América Florência da Ponte. Casou-se em 7 de janeiro de 1890, na vila de São Francisco, em Itapagé com Neutelzina Pinheiro Bastos. Tiveram duas filhas: Judith Nogueira Borges e Annamerica Nogueira Borges.
Em sua carreira militar, se alistou no exército e se assentou como Praça em 3 de janeiro de 1873. Se tornou Alferes em 25 de maio de 1878. Foi promovido a 1º Tenente em 5 de novembro de 1881. Promovido a Capitão em 3 de novembro de 1887. Promovido, por merecimento, a Major em 10 de dezembro de 1893. Ainda no exército, fez o curso de artilharia em 1874, formou-se engenheiro geográfico na Escola Politécnica do Exército, serviu no 2° Batalhão de Artilharia em 1882. Foi professor da Escola Preparatória e de Tática de Realengo (RJ). Transferido para o Ceará foi nomeado professor da cadeira de Português da Escolha Militar do Ceará em 02 de maio de 1890.
Na política, foi prefeito de Fortaleza até 31 de dezembro de 1890, deixando o cargo para assumir interinamente o cargo de governador do Estado do Ceará.